# År 0
 "0" omdirigeres hertil. For andre betydninger af 0, se 0 (tal).
År 0 (forstået som et år, der er udstrakt over 365 dage) findes hverken i den gregorianske kalender eller i dens forgænger den julianske kalender. I disse kalendere skifter året fra år 1 f.Kr. til år 1 e.Kr (fra og med år 1 e.Kr. betegnes årene "Anno Domini" eller "Herrens år" ifølge kristendommen). Der findes dog et år 0 i den astronomiske tidsregning og i ISO 8601, samt i den buddhistiske og hinduistiske kalender.
Det år, som et menneske lever fra sin fødsel, kalder man netop det første år. Tilsvarende kalder man det første år i den gregorianske kalender for år 1. Udtrykket ”år 0” kan kun bruges om et bestemt tidspunkt, nemlig overgangen fra år 1 f.Kr. til år 1 e.Kr. (mere præcist: overgangen fra 31. december år 1 f.Kr. til 1. januar år 1 e.Kr.). 

## Historie
Før middelalderen blev den romerske tidsregning baseret på året for Roms grundlæggelse, som efter vor moderne tidsregning var 753 f.Kr. I år 525 e.Kr. fastsatte munken Dionysius Exiguus på baggrund af evangeliernes forskellige beretninger Jesu fødsel til år 754 efter Roms grundlæggelse. Dette blev siden til grundlaget for den vestlige tidsregning, og dermed blev Jesu formodede fødsel til år 1.

## Årtusindskiftet
I forbindelse med årtusindskiftet blev det diskuteret, om årtusindskiftet rettelig skulle fejres ved overgangen fra år 1999 til år 2000 eller ved overgangen fra år 2000 til år 2001. Det kronologisk og matematisk korrekte ville være at fejre årtusindskiftet ved overgangen fra år 2000 til år 2001, da år 1 til og med år 2000 er to tusinde år, hvorfor det tredje årtusinde begynder i 2001.
Imidlertid argumenterede mange ud fra en sproglig og pragmatisk synsvinkel for, at årtusindskiftet skulle fejres ved overgangen fra år 1999 til år 2000, selv om dette ikke er matematisk korrekt. Af hensyn til det store flertal af sprogbrugere skal årtusindskiftet placeres der, hvor det skaber mindst mulig forvirring, argumenterede de. Skiftet fra 1999 til 2000 virker umiddelbart som et årtusindskifte. Hele fire cifre ændrer sig jo. Tilsvarende oplever de fleste umiddelbart, at der kommer et nyt årti ved overgangen fra år 2019 til år 2020.
Samme diskussion fandt sted ved århundredskiftet i 1900/1901, hvor man de fleste steder holdt sig til den kronologisk korrekte regnemåde og derfor fejrede årsskiftet 1900/1901 som århundredskiftet.

## Andre tidsregninger
Den østlige version af den buddhistiske tidsregning begynder med Buddhas formodede dødsår. I Thailand, Laos og Cambodja regnes dette som år 0, og jubilæumsåret 2500 blev fejret i 1957-58.
I den vestlige buddhistiske tidsregning (i Indien, Sri Lanka og Burma) regnes Buddhas dødsår derimod som år 1, og år 2500 svarer til 1956-57.
I den astronomiske tidsregning bruges ”år 0” i stedet for den gregorianske kalenders ”år 1 f.Kr.”. Dermed er alle årstal før Kristi fødsel forskudt med et år. Til gengæld er det nemmere at beregne tidsrum på en almindelig matematisk måde.
I den islamiske tidsregning, "Hidjra", regnes den islamiske profet Muhammeds udvandring fra Mekka til Medina i år 622 (efter vestlig kalender) som begyndelsesåret for den islamiske kalender.